# Castello di Wolfenbüttel
Il castello di Wolfenbüttel (in tedesco: Schloss Wolfenbüttel) è il secondo castello per ampiezza della Bassa Sassonia.
L'edificio, caratterizzato da quattro ali articolate intorno ad una corte centrale, è stato il luogo di residenza dei duchi di Brunswick-Lüneburg dal 1283 al 1754.
L'edificio fu più volte assediato, distrutto e ricostruito. Ad oggi è sede di un museo, di una scuola superiore e di un istituto d'arte, la Bundesakademie für kulturelle Bildung.

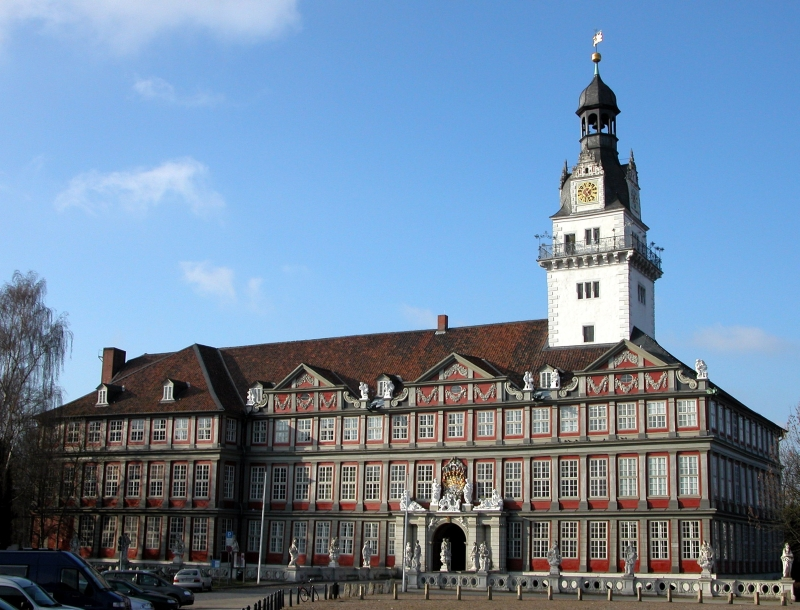
Veduta del castello

Nelle immediate vicinanze troviamo la Biblioteca Augusta e il Piccolo Castello.
Il palazzo appare come una struttura barocca poligonale, circondata da un fossato e sull'ala in cui si apre l'ingresso principale, sormontato da una torre.

## Storia
La prima menzione del castello risale al 1074, come fortezza sul fiume Oker. Il forte, che si sviluppava vicino l'allora piccolo villaggio di Wolfenbüttel, era proprieta di un certo Widekind di Wolfenbüttel.
Nel 1191 il castello venne distrutto da Enrico il Leone, cugino dell'imperatore Federico Barbarossa.
Il castello tornato nelle mani di un signore locale, Gunzelin di Wolfenbüttel, venne nuovamente distrutto da Alberto I di Braunschweig. Nel 1283 il castello venne ricostruito da Enrico I di Brunswick-Grunbenhagen, passando quindi sotto il controllo della famiglia ducale di Braunschweig, che lo scelsero come propria residenza.
Nel XV secolo il castello fu restaurato e rinnovato dal duca Enrico V di Brunswick-Lüneburg secondo modelli rinascimentali italiani, come dimostra il porticato che decora la corte interna.
Il castello subì ancora modifiche fino ad arrivare all'aspetto attuale. L'ultimo grande intervento risale al 1714, sotto il governo del duca Augusto Guglielmo, con la ristrutturazione generale del complesso in stile barocco, utilizzando la tecnica del graticcio ad opera dell'architetto Hermann Korb.
In questa fase di ristrutturazione si ricorda anche il lavoro dell'italiano Giacomo Perinetti come stuccatore di ambienti interni.

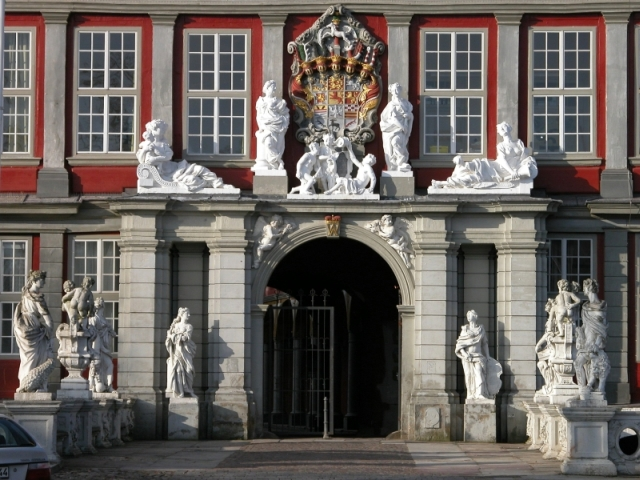
Portale d'ingresso

Nel 1753 la corte ducale si trasferì a Braunschweig, lasciando il castello vuoto. Quando nel 1770 Gotthold Ephraim Lessing fu nominato bibliotecario della vicina Biblioteca Augusta, il duca gli assegnò alcune stanze al primo piano del castello. Lessing vi trascorse cinque anni ma, nel 1776, si trasferì nella Schäffersche Haus, in seguito nota come Lessinghaus. In questo periodo scrisse Emilia Galotti e Nathan il saggio. Nel 1866 fu fondata negli edifici del castello una scuola femminile.
Oggi parte del castello è un museo che conserva gli appartamenti di stato e le sale di ricevimento dal 1690 al 1740 nel loro stato originale ed espone molti dipinti e mobili, la maggior parte in prestito dal principe Ernesto Augusto di Hannover. Vi è anche un'esposizione di oggetti dell'alta e media borghesia dal 1700 ai giorni nostri.
Nel 1969 è stato fondato una scuola, il Gymnasium im Schloss, negli edifici del castello. Dal 1991 il castello ospita anche gli edifici amministrativi dell'accademia culturale Bundesakademie für kulturelle Bildung Wolfenbüttel. Nel 2011 il castello è stato location delle riprese di Lezioni di sogno.